# Beppe Ottolenghi
Beppe Ottolenghi, all'anagrafe Giuseppe Ottolenghi (Milano, 15 novembre 1921 – Milano, 19 dicembre 1943), è stato un partigiano italiano, fucilato all’Arena di Milano il 19 dicembre 1943.

## Biografia
Era figlio di Giorgio Ottolenghi (Venezia 1877 - Milano 1959), socialista amico di Filippo Turati che era stato consigliere comunale a Milano con la giunta di Emilio Caldara dal 1914 al 1920, riparato in Svizzera nel gennaio del 1944 in quanto di origine ebraica, dopo la guerra assessore con la giunta di Antonio Greppi. Il nonno prof. Giuseppe Ottolenghi (Reggio Emilia, 1845 - Venezia, 1896) fu un benemerito del risorgimento nazionale in quanto volontario nella guerra del 1866, professore di matematica e commediografo a Venezia..
Lo zio Carlo Ottolenghi fu fino al 1938 direttore generale della Assicuratrice Italiana, poi allontanato per le leggi razziali.
Fu attivo partigiano nella 110ª brigata SAP (Squadre di Azione Patriottica) facente parte delle Brigate Garibaldi che operava su Milano.
Fu arrestato nel novembre del 1943 sotto l’accusa di due falsi partigiani di aver loro fornito delle armi e trasferito nel carcere di San Vittore. L’accusa era falsa in quanto i due erano agenti provocatori ma era effettivamente rifornitore di armi ai partigiani. 
Al momento dell'arresto diede il falso nome di Antonio Maugeri per non mettere in difficoltà la famiglia e i compagni e lo mantenne nonostante i mezzi violenti e le percosse per indurlo a rivelare il vero nome.
Insieme ad altre sette persone detenute nel carcere di San Vittore per attività antifasciste (Carmine Campolongo, Fedele Cerini, Giovanni Cervi, Luciano Gaban, Alberto Maddalena, Carlo Mendel, Amedeo Rossin) il 19 dicembre 1943 fu condannato a morte dal Tribunale militare straordinario costituito dal generale Solinas, su ordine del ministro dell'interno della RSI Guido Buffarini Guidi e del capo della Provincia Oscar Uccelli, in quanto furono considerati “responsabili di omicidi, di rivolta contro i poteri dello Stato, d’incitamento alla strage, detentori di armi e munizioni, di apparecchi radio trasmittenti e di materiale di propaganda comunista” in rappresaglia per l'attentato in cui il giorno prima era morto il federale di Milano Aldo Resega e fucilato all'Arena Civica di Milano il 19 dicembre 1943 verso le 17.
L’accusa del Tribunale militare era infondata in quanto era stato arrestato prima dell’attentato a Resega ed era convinto in attesa della sentenza che sarebbe stato assolto.
Il Corriere della Sera pubblicò il 20 dicembre 1943 due articoli, uno sull’omaggio alla salma di Aldo Resega con l’annuncio dei funerali nel pomeriggio ed uno sulla condanna a morte già eseguita degli otto partigiani.
I due articoli scrivevano che Resega aveva detto nel suo testamento che non voleva rappresaglie ma che “tutto il fascismo è rimasto al suo posto, vigile e saldo, fidente che gli organi dello Stato avrebbero compiuto la loro opera di doverosa giustizia contro i sanguinari disgregatori dell’ordine e traditori della Patria”, facendo apparire falsamente la condanna a morte come un'azione non collegata strettamente all’attentato.

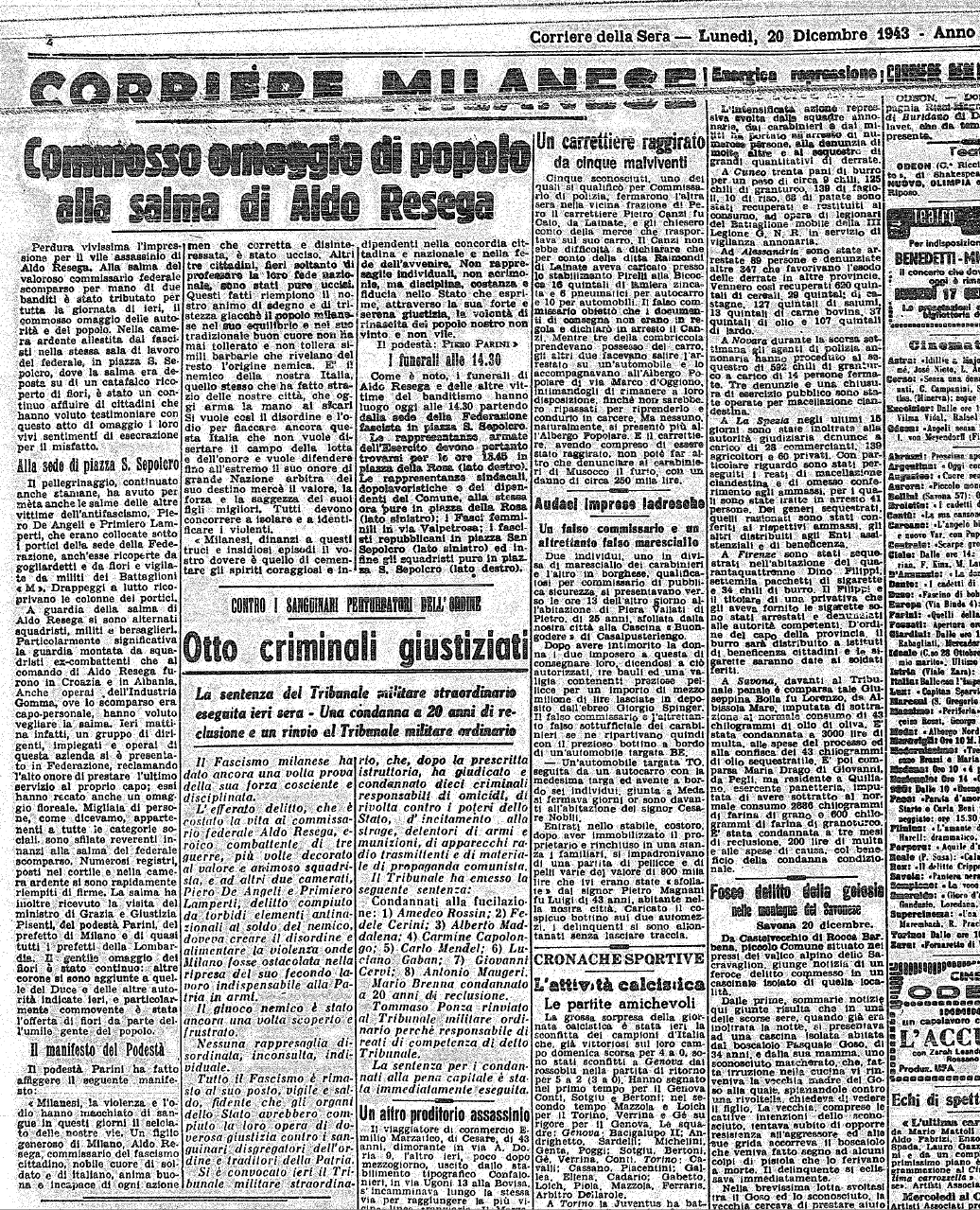
Corriere della Sera del 20 dicembre 1943

La predeterminazione della condanna a morte è dimostrata dal fatto che l'Arena fu bloccata al pubblico da reparti militari alcune ore prima della sentenza del tribunale militare.
Nel 1946 i giudici della Corte di Assise speciale di Milano condannarono a morte i membri del Tribunale militare che ricorsero poi in Cassazione e ottennero una revisione del processo, dato che nel frattempo era stata decretata un'amnistia.

In ricordo dell’uccisione furono posti un cippo e una lapide all’Arena e una lapide in via Poggi 13 dove abitava con la famiglia.

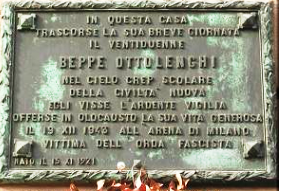
Lapide sulla facciata della casa di via Poggi 13

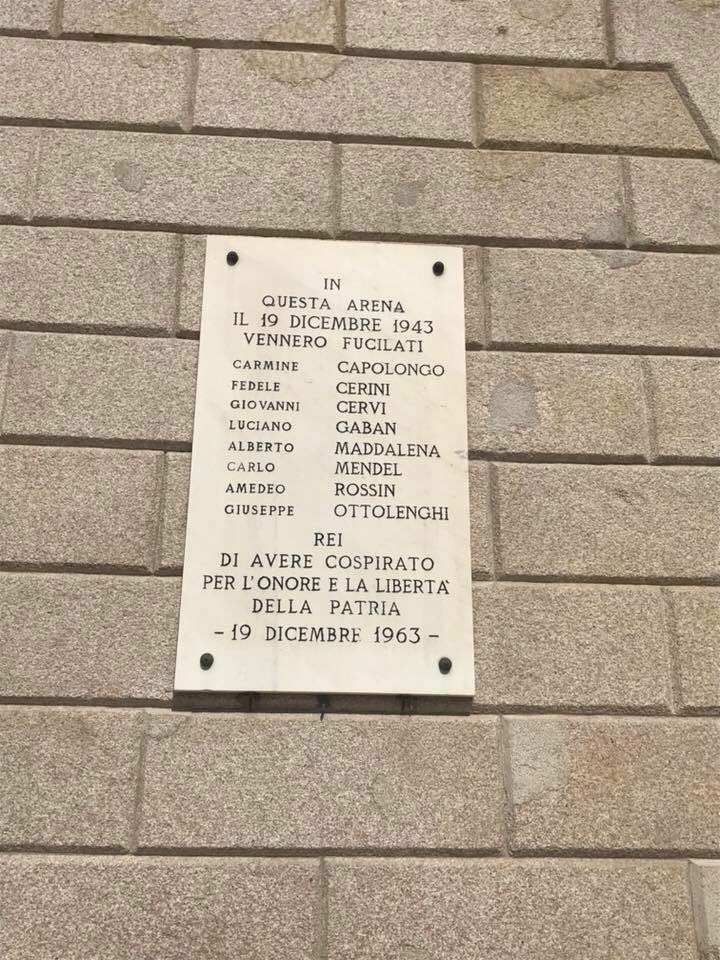
Lapide all’Arena Civica di Milano

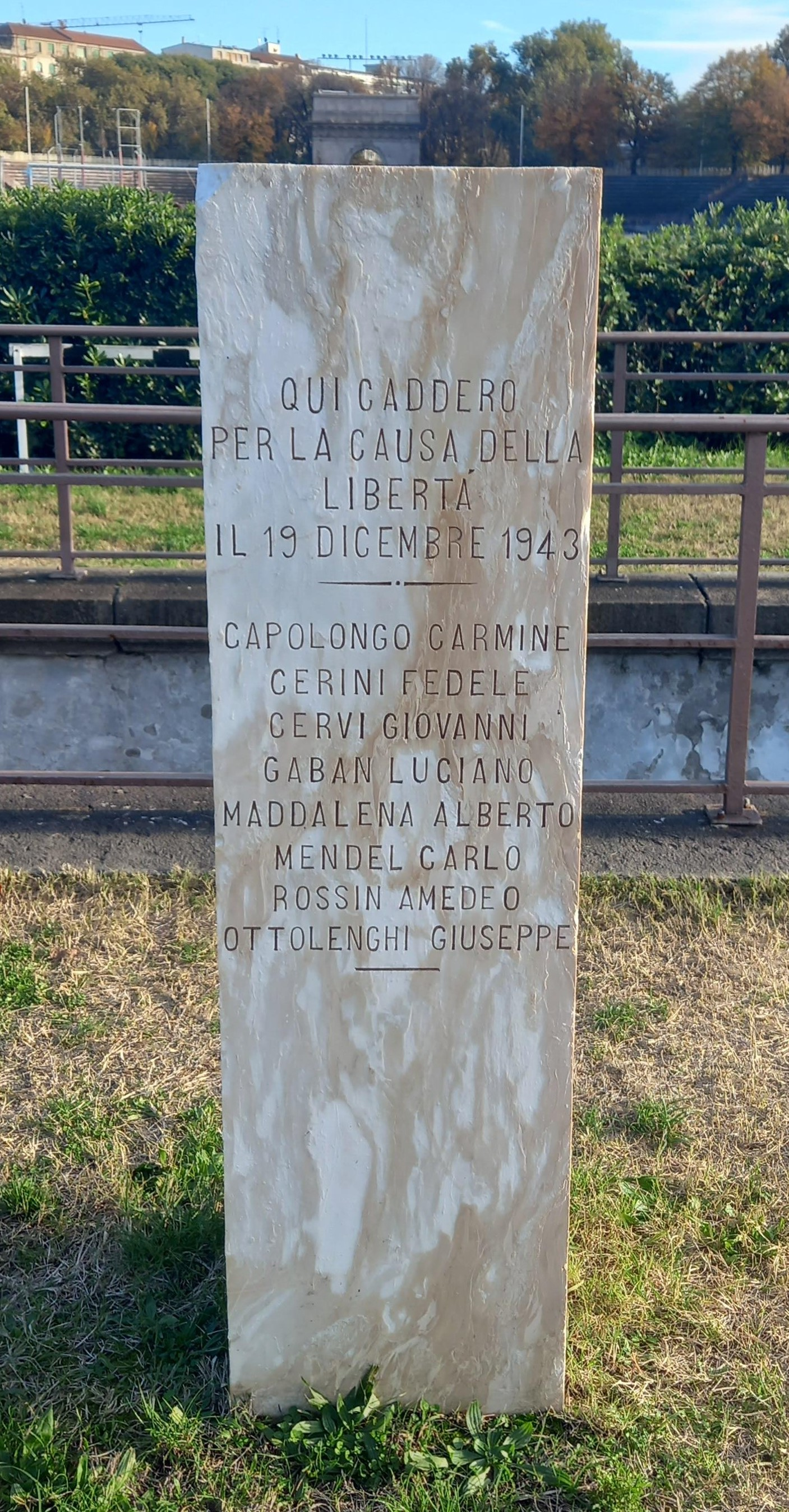
Cippo all’Arena Civica di Milano

La 110ª Brigata SAP, che contribuì alla liberazione di Milano dai nazifascisti, prese il nome di 110ª Brigata Beppe Ottolenghi
Beppe Ottolenghi è sepolto al Cimitero Maggiore di Milano nel campo 64 perpetuo dei partigiani.
Il 19 dicembre 2018 per il 75-esimo anniversario della condanna a morte l'ANPI e il Comune di Milano hanno commemorato l'evento presso il cippo all'Arena deponendo due corone.

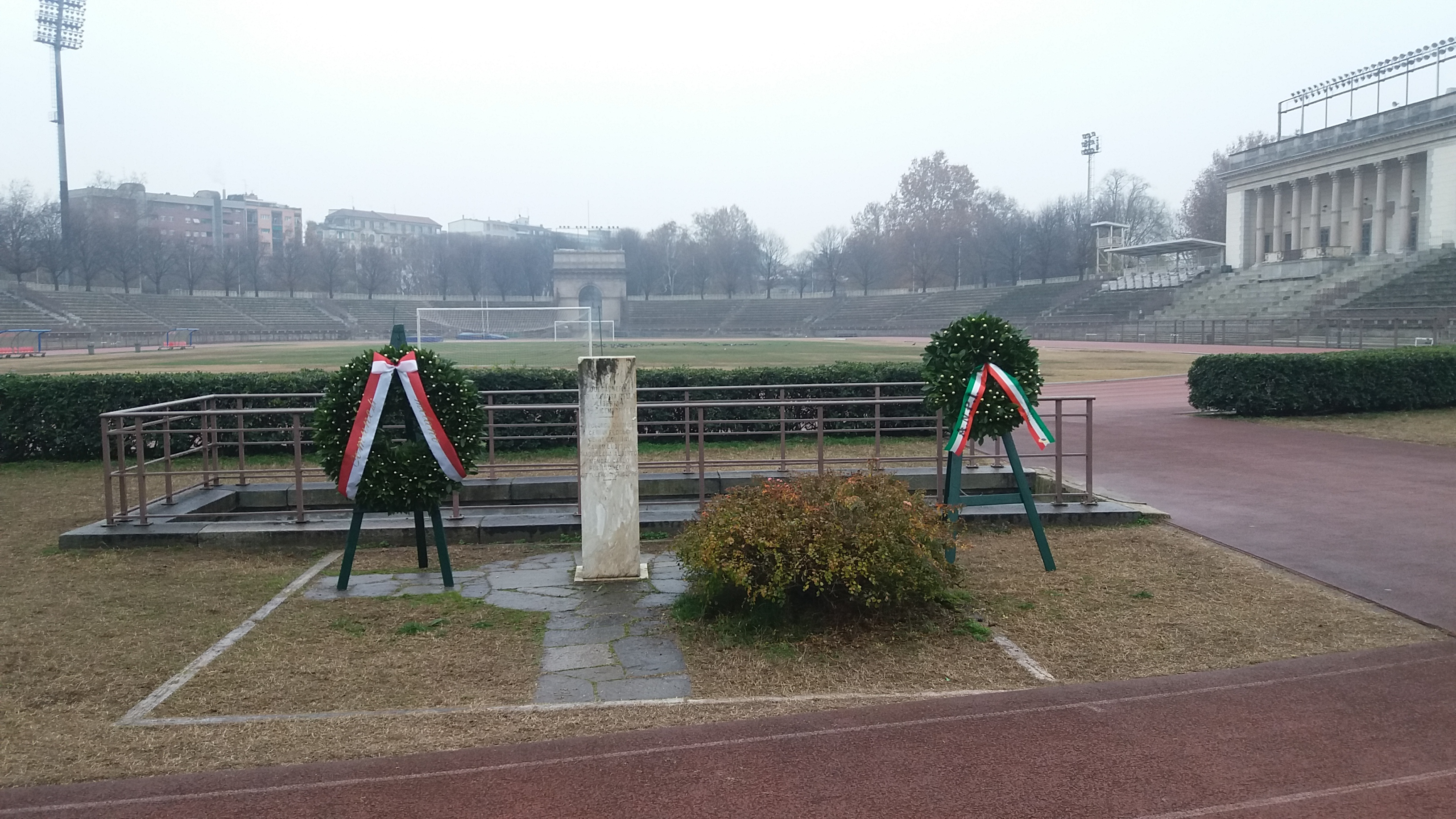
Corone dell'ANPI e del Comune di Milano accanto al cippo il 19 dicembre 2018